# Epinephelus niveatus
Epinephelus niveatus és una espècie de peix de la família dels serrànids i de l'ordre dels perciformes.
Els adults poden assolir fins a 122 cm de longitud total.

## Distribució geogràfica
Es troba a l'Atlàntic occidental.